# Старцево (Белгородская область)
Старцево — село в Валуйском городском округе Белгородской области России.

## География
Село находится в юго-восточной части Белгородской области, в лесостепной зоне, в пределах юго-западной части Среднерусской возвышенности, к югу от автодороги 14К-34, на расстоянии примерно 14 километров (по прямой) к западу от города Валуйки, административного центра округа. Абсолютная высота — 178 метров над уровнем моря.

## История
В 10-той "Ревизской сказке" указано, что сельцо Старцево, Валуйского уезда, Воронежской губернии, принадлежит помещице порутчице Анне Ивановне Леонтьевой. 

### Климат
Климат характеризуется как умеренно континентальный. Средняя температура января −7,4 °C, средняя температура июля +20,3 °C. Годовое количество осадков составляет около 500 мм. Среднегодовое направление ветра юго-западное.

### Часовой пояс
Село Старцево, как и вся Белгородская область, находится в часовой зоне МСК (московское время). Смещение применяемого времени относительно UTC составляет +3:00.

## Население
в 20 мая 1858 года - мужского пола 14 чел, женского 12. 
| 2002 | 2010 |
| ---- | ---- |
| 22   | ↘7   |

### Половой состав
По данным Всероссийской переписи населения 2010 года в гендерной структуре населения мужчины составляли 42,9 %, женщины — соответственно 57,1 %.

### Национальный состав
Согласно результатам переписи 2002 года, в национальной структуре населения русские составляли 100 %.